# Madrid Masters (golf)
Pour le tournoi de tennis du même nom, voir Masters de Madrid.
Le Madrid Masters est un tournoi de golf figurant au calendrier du Circuit Européen depuis 2008, prenant la succession de l'Open de Madrid.

## Palmarès
| année | Vainqueur        | Nationalité    | Score     |
| ----- | ---------------- | -------------- | --------- |
| 2011  | Lee Slattery     | Angleterre     | 273 (-15) |
| 2010  | Luke Donald      | Angleterre     | 267 (-21) |
| 2009  | Ross McGowan     | Angleterre     | 263 (-25) |
| 2008  | Charl Schwartzel | Afrique du Sud | 265 (-23) |